# Klaus Birkel
Klaus Theodor Birkel (* 19. Juli 1943 bei Stuttgart; † 14. Mai 2018) war ein deutsch-US-amerikanischer Unternehmer. Sein Familienname ist mit dem Nudelhersteller Birkel verbunden.

## Leben
Birkel war der Urenkel des Firmengründers Balthasar Stephan Birkel und Sohn von Karl Christian Birkel. Nach seiner Ausbildung trat Birkel 1971 in das Familienunternehmen ein. Sieben Jahre später übernahm er die Geschäftsbereiche Verkauf und Vertrieb. In den 1980er Jahren teilte er sich mit seinen Vettern Frieder Birkel und Wolfram Birkel die Geschäftsleitung des Konzerns.
Im Sommer 1985 war Birkels Unternehmen in einen der bekanntesten Lebensmittelskandale Deutschlands verwickelt. Das Land Baden-Württemberg warnte die Verbraucher davor, Birkelnudeln zu essen, da sie mikrobiell verdorben seien. Die Firma wies die Vorwürfe zurück und erstritt März 1991 12,8 Millionen DM Schadensersatz. Die angeschlagene Unternehmensgruppe musste jedoch an den französischen Lebensmittelkonzern Danone verkauft werden.
Klaus Birkel wanderte in die USA aus und kaufte die 4500 ha große Ranch Camp Cooley in Texas. Als Laie begann er mit der Rinderzucht. Er hielt bis zu 9000 Brangus-Rinder, eine Kreuzung aus Brahman- und Angus-Rindern. Zeitweise war die Ranch der zweitgrößte Rinderzuchtbetrieb in den USA. Daneben züchtete er auf 400 ha seiner Ranch sechs Hirsch- und fünf Antilopenarten. Mit seiner zweiten US-Firma Birkel Residential Group baute er Studentenwohnheime und Appartementhäuser in Dallas und in San Antonio. Er war damit einer der größten Bauträger in Texas. Deutsche Anleger investierten über Firmen wie die Naples Investment Group in seine Bauprojekte. In der Immobilienkrise musste er zuerst die Häuser und 2011 seine Ranch verkaufen.
2011 zog Birkel in den mexikanischen Strandort Los Cabos und betrieb dort bis 2017 das Restaurant La Patrona. Im Mai 2018 starb er nach kurzer, schwerer Krankheit.
Aus seiner ersten Ehe hatte Birkel zwei Söhne. Er war seit dem 24. Mai 2002 in zweiter Ehe mit Bonnie, geb. Holtzapple, einer ehemaligen Rodeo-Reiterin, verheiratet.